# 哈桑·懷特塞德
哈桑·尼亞·懷塞德（英語：Hassan Niam Whiteside，1989年6月13日—）為美国前职业篮球运动员，在2010年NBA选秀第二輪第33順位被沙加緬度國王選中，場上位置為中鋒。

## NBA生涯

### 沙加緬度國王（2010–2012）
懷塞德在2010年NBA选秀第二輪第33順位被沙加緬度國王選中。在停擺的2011-12賽季的1月1日至2月3日之間，懷塞德被下放到雷諾大角羊。2月15日至4月11日期間，他為國王隊出戰了18場比賽，其中包括4月8日對陣休士頓火箭的10個籃板。2012年7月16日，他被國王隊裁掉。在為沙加緬度国王效力两个赛季后，辗转于海外联赛。

### 邁阿密熱火（2014–2019）
2014年11月24日，懷塞德與邁阿密熱火簽約。12月13日，他被下放到蘇瀑天空力量，但兩天後被召回。2015年1月4日，他在88-84戰勝布魯克林籃網的比賽中得到11分、10 個籃板和5次阻攻，創下職業生涯的首個雙10。
2015年3月2日，懷塞德與鳳凰城太陽的亞歷克斯·萊恩打架。第二天，懷塞德因爭吵而被NBA罰款15，000美元。
2015年11月1日，懷塞德在109-89戰勝休士頓火箭的比賽中得到職業生涯最高的25分。
2016年2月20日，他在114-94戰勝華盛頓巫師的比賽中得到25分和23個籃板，這是NBA歷史上第11次有球員在替補席上至少得到20分和20個籃板。
2016年2月22日，熱火隊在延長賽中以101-93擊敗印第安那溜馬的比賽中，懷塞德只花95場搶下了他職業生涯的第1000個籃板。
熱火隊以48勝34負的戰績結束了例行賽，成為東區聯盟的第三號種子。懷塞德在2015-16賽季成為聯盟的封阻王，他入選了NBA最佳防守陣容第二隊。在季後賽首輪，熱火面對六號種子夏洛特黃蜂，在4月17日的第1場比賽中，懷特塞德以21分和11個籃板完成了他的季後賽首秀。熱火在第二輪輸給了多倫多暴龍。
2016年7月7日，懷塞德與熱火續約，合約為期四年，價值9800萬美元。懷塞德成為NBA歷史上第一位從聯盟最低工資到最高薪水的球員。
2017年2月1日，懷塞德在116-93戰勝亞特蘭大老鷹的比賽中搶下了他職業生涯的第2000個籃板。他以18分和18個籃板結束了比賽。三天後，他在125-102戰勝費城76人的比賽中，在短短27分鐘內得到30分和20個籃板，將邁阿密的連勝紀錄增加到10場。30-20的比賽是他職業生涯的第一場比賽，也是熱火歷史上第九場，包括季後賽。
2017年10月18日，懷塞德在熱火109-116輸給奧蘭多魔術的賽季開幕戰中，得到26分和22個籃板。
2018年10月29日，懷塞德在113-123輸給沙加緬度國王的比賽中得到NBA賽季最高的24個籃板，得到16分和5次阻攻。

### 波特蘭拓荒者（2019–2020）
2019年7月6日，懷塞德被交易到波特蘭拓荒者，作為四支球隊交易的一部分，其中也涉及洛杉磯快艇和費城76人。

### 沙加緬度國王（2020–2021）
2020年11月27日，沙加緬度國王宣布他們已經與懷塞德簽下了一份為期一年的合約。

### 猶他爵士（2021–2022）
2021年8月6日，懷塞德與猶他爵士簽約。

## NBA生涯數據

### NBA

#### 例行賽
| 賽季    | 球隊 | GP  | GS  | MPG  | FG%  | 3P%   | FT%  | RPG   | APG | SPG | BPG  | PPG  |
| ------- | ---- | --- | --- | ---- | ---- | ----- | ---- | ----- | --- | --- | ---- | ---- |
| 2010–11 | SAC  | 1   | 0   | 2.0  | –    | –     | –    | .0    | .0  | .0  | .0   | .0   |
| 2011–12 | SAC  | 18  | 0   | 6.1  | .444 | –     | .417 | 2.2   | .0  | .2  | .8   | 1.6  |
| 2014–15 | MIA  | 48  | 32  | 23.8 | .628 | –     | .500 | 10.0  | .1  | .6  | 2.6  | 11.8 |
| 2015–16 | MIA  | 73  | 43  | 29.1 | .606 | –     | .650 | 11.8  | .4  | .6  | 3.7* | 14.2 |
| 2016–17 | MIA  | 77  | 77  | 32.6 | .557 | –     | .628 | 14.1* | .7  | .7  | 2.1  | 17.0 |
| 2017–18 | MIA  | 54  | 54  | 25.3 | .540 | 1.000 | .703 | 11.4  | 1.0 | .7  | 1.7  | 14.0 |
| 2018–19 | MIA  | 72  | 53  | 23.3 | .571 | .125  | .449 | 11.3  | .8  | .6  | 1.9  | 12.3 |
| 2019–20 | POR  | 67  | 61  | 30.0 | .621 | .571  | .686 | 13.5  | 1.2 | .4  | 2.9* | 15.5 |
| 2020–21 | SAC  | 36  | 4   | 15.2 | .563 | .000  | .519 | 6.0   | .6  | .3  | 1.3  | 8.1  |
| 生涯    | 生涯 | 446 | 324 | 25.7 | .581 | .308  | .603 | 11.3  | .7  | .6  | 2.3  | 13.3 |

#### 季後賽
| 賽季 | 球隊 | GP | GS | MPG  | FG%  | 3P%   | FT%  | RPG  | APG | SPG | BPG | PPG  |
| ---- | ---- | -- | -- | ---- | ---- | ----- | ---- | ---- | --- | --- | --- | ---- |
| 2016 | MIA  | 10 | 10 | 29.1 | .681 | –     | .591 | 10.9 | .3  | .8  | 2.8 | 12.0 |
| 2018 | MIA  | 5  | 5  | 15.4 | .450 | –     | .615 | 6.0  | .2  | .0  | 1.2 | 5.2  |
| 2020 | POR  | 5  | 3  | 21.2 | .542 | 1.000 | .500 | 7.0  | .4  | .2  | 2.0 | 6.8  |
| 生涯 | 生涯 | 20 | 18 | 23.7 | .611 | 1.000 | .577 | 8.7  | .3  | .5  | 2.2 | 9.0  |

## 外部連結
- 哈桑·懷特塞德在NBA（英语）
- 哈桑·懷特塞德在Basketball-Reference.com（NBA）（英语）
- 哈桑·懷特塞德在Basketball-Reference.com（NBA G聯盟）（英语）
- 哈桑·懷特塞德在Sports-Reference.com（NCAA）（英语）
- 哈桑·懷特塞德在ESPN（NBA）（英语）
- 哈桑·懷特塞德在Eurobasket.com（球員）（英语）
- 哈桑·懷特塞德在RealGM（英语）
- 哈桑·懷特塞德在Proballers（英语）